# Linje 9 (Göteborgs spårvägar)
Linje 9 är en spårvagnslinje i Göteborg. 

## Linjehistorik[1]
Linjen har sitt ursprung i den järnväg som Aktiebolaget Långedrag fick koncession för 1905. Aktiebolaget hade bildats 1903 för att utveckla badlivet kring Saltholmen, 1904 byggdes en restaurang och behövde en järnväg för att transportera dit gäster. Sträckan från stadsgränsen vid Kungssten till Saltholmen klassades som järnväg ända till 1972. Både Långedrag och Saltholmen hade från början stationshus med biljettexpedition och väntsal.
- 1907 Sträckan Järntorget - Långedrag invigs i etapper.
- 1908 Linjen förlängs till Saltholmen, Sträckan Långedrag - Saltholmen trafikeras sommartid.
- 1972 Kvällstrafiken tas över av linje 10.
- 1975 Linjen läggs ner och dagtrafiken tas över av linje 4.
- 1993 Linjen återupptas men är flyttad något öster ut, den nya sträckan blir Kungssten - Angered. Sträckan Kungssten - Järntorget är samma som tidigare och fortsätter sedan via Grönsakstorget - Brunnsparken och snabbspåret till Angered..
- 1997 Från och med denna sommar går linje 9 hela vägen till Saltholmen varje år.
- 2015 Spåren via Stenpiren öppnar och linje 9 går nu Brunnsparken - Stenpiren - Järntorget.
- 2024 Byter väg med linje 11 mellan Brunnsparken och Järntorget och går Brunnsparken - Domkyrkan - Järntorget.